# Джонс, Терренс
Терренс Александер Джонс (англ. Terrence Alexander Jones; родился 9 января 1992 года в Портленде, Орегон) — американский профессиональный баскетболист, играющий на позиции тяжёлого форварда. Был выбран в первом раунде под общим 18-м номером на драфте НБА 2012 года.
Джонс является кузином Дэймона и Салима Стадемайров, ранее выступавших в НБА.

## Профессиональная карьера
Джонс был выбран под общим 18-м номером на драфте НБА 2012 года клубом «Хьюстон Рокетс». В своем первом сезоне проводил на паркете 14,5 минут, набирая в среднем 5,5 очков и 3,4 подбора в среднем за игру. В сезоне 2013/14 Джонс стал выходить в стартовой пятёрке «Рокетс», проведя 76 матчей (71 в старте). Джонс набирал 12,1 очка (54,2 % попаданий с игры) и делал 6,9 подборов. 18 января 2014 года в  возрасте 22 лет набрал рекордные для себя в НБА 36 очков и сделал 11 подборов в победном матче против «Милуоки Бакс» (114-104).
В начале сезона 2014/15 получил травму, из-за которой пропустил 41 матч регулярного сезона. В сезоне 2015/16 Джонса продолжили преследовать повреждения, в том числе глаза. Всего за сезон он провёл 50 матчей, но только 11 из них в стартовом составе. В среднем Джонс набирал 8,7 очка и делал 4,2 подбора за 20,9 минуты.
Всего за 4 сезона в «Хьюстоне» Джонс сыграл чуть более половины матчей (178 игр в регулярном сезоне из 328).
22 июля 2016 года Джонс подписал контракт с «Нью-Орлеан Пеликанс».

## Статистика

### Статистика в НБА
| Сезон                                                                                    | Команда    | Регулярный сезон | Регулярный сезон | Регулярный сезон | Регулярный сезон | Регулярный сезон | Регулярный сезон | Регулярный сезон | Регулярный сезон | Регулярный сезон | Регулярный сезон | Регулярный сезон | Серия плей-офф | Серия плей-офф | Серия плей-офф | Серия плей-офф | Серия плей-офф | Серия плей-офф | Серия плей-офф | Серия плей-офф | Серия плей-офф | Серия плей-офф | Серия плей-офф |
| Сезон                                                                                    | Команда    | GP               | GS               | MPG              | FG%              | 3P%              | FT%              | RPG              | APG              | SPG              | BPG              | PPG              | GP             | GS             | MPG            | FG%            | 3P%            | FT%            | RPG            | APG            | SPG            | BPG            | PPG            |
| ---------------------------------------------------------------------------------------- | ---------- | ---------------- | ---------------- | ---------------- | ---------------- | ---------------- | ---------------- | ---------------- | ---------------- | ---------------- | ---------------- | ---------------- | -------------- | -------------- | -------------- | -------------- | -------------- | -------------- | -------------- | -------------- | -------------- | -------------- | -------------- |
| 2012/13                                                                                  | Хьюстон    | 19               | 0                | 14,5             | 45,7             | 26,3             | 76,5             | 3,4              | 0,8              | 0,6              | 1,0              | 5,5              | 2              | 0              | 17,6           | 40,0           | 0,0            | 0,0            | 7,5            | 0,5            | 0,0            | 0,5            | 4,0            |
| 2013/14                                                                                  | Хьюстон    | 76               | 71               | 27,3             | 54,2             | 30,7             | 60,5             | 6,9              | 1,1              | 0,7              | 1,3              | 12,1             | 6              | 2              | 23,0           | 51,3           | 0,0            | 50,0           | 6,2            | 1,3            | 0,8            | 0,5            | 7,7            |
| 2014/15                                                                                  | Хьюстон    | 33               | 24               | 27,0             | 52,8             | 35,1             | 60,6             | 6,7              | 1,1              | 0,5              | 1,8              | 11,7             | 17             | 9              | 23,6           | 42,1           | 15,8           | 66,7           | 4,8            | 1,0            | 0,5            | 0,7            | 10,2           |
| 2015/16                                                                                  | Хьюстон    | 50               | 11               | 20,9             | 45,2             | 31,6             | 66,4             | 4,2              | 0,8              | 0,5              | 0,8              | 8,7              | Не участвовал  | Не участвовал  | Не участвовал  | Не участвовал  | Не участвовал  | Не участвовал  | Не участвовал  | Не участвовал  | Не участвовал  | Не участвовал  | Не участвовал  |
| 2016/17                                                                                  | Нью-Орлеан | 51               | 12               | 24,8             | 47,2             | 25,3             | 60,6             | 5,9              | 1,2              | 0,8              | 1,0              | 11,5             | Не участвовал  | Не участвовал  | Не участвовал  | Не участвовал  | Не участвовал  | Не участвовал  | Не участвовал  | Не участвовал  | Не участвовал  | Не участвовал  | Не участвовал  |
| 2016/17                                                                                  | Милуоки    | 3                | 0                | 2,2              | 0,0              | 0,0              | 0,0              | 1,0              | 0,0              | 0,3              | 0,3              | 0,0              | Не участвовал  | Не участвовал  | Не участвовал  | Не участвовал  | Не участвовал  | Не участвовал  | Не участвовал  | Не участвовал  | Не участвовал  | Не участвовал  | Не участвовал  |
| 2018/19                                                                                  | Хьюстон    | 2                | 0                | 2,6              | 25,0             | 0,0              | 0,0              | 2,0              | 0,0              | 0,0              | 0,0              | 1,0              | Не участвовал  | Не участвовал  | Не участвовал  | Не участвовал  | Не участвовал  | Не участвовал  | Не участвовал  | Не участвовал  | Не участвовал  | Не участвовал  | Не участвовал  |
|                                                                                          | Всего      | 234              | 118              | 23,8             | 50,1             | 29,7             | 62,1             | 5,7              | 1,0              | 0,6              | 1,2              | 10,4             | 25             | 11             | 23,0           | 43,8           | 13,6           | 60,9           | 5,3            | 1,0            | 0,5            | 0,6            | 9,1            |
| Наведите курсор мыши на аббревиатуры в заголовке таблицы, чтобы прочесть их расшифровку. |            |                  |                  |                  |                  |                  |                  |                  |                  |                  |                  |                  |                |                |                |                |                |                |                |                |                |                |                |

### Статистика в Джи-Лиге
| Сезон                                                                                    | Команда                   | Регулярный сезон | Регулярный сезон | Регулярный сезон | Регулярный сезон | Регулярный сезон | Регулярный сезон | Регулярный сезон | Регулярный сезон | Регулярный сезон | Регулярный сезон | Регулярный сезон | Серия плей-офф | Серия плей-офф | Серия плей-офф | Серия плей-офф | Серия плей-офф | Серия плей-офф | Серия плей-офф | Серия плей-офф | Серия плей-офф | Серия плей-офф | Серия плей-офф |
| Сезон                                                                                    | Команда                   | GP               | GS               | MPG              | FG%              | 3P%              | FT%              | RPG              | APG              | SPG              | BPG              | PPG              | GP             | GS             | MPG            | FG%            | 3P%            | FT%            | RPG            | APG            | SPG            | BPG            | PPG            |
| ---------------------------------------------------------------------------------------- | ------------------------- | ---------------- | ---------------- | ---------------- | ---------------- | ---------------- | ---------------- | ---------------- | ---------------- | ---------------- | ---------------- | ---------------- | -------------- | -------------- | -------------- | -------------- | -------------- | -------------- | -------------- | -------------- | -------------- | -------------- | -------------- |
| 2012/13                                                                                  | Рио-Гранде Вэллей Вайперс | 24               | 15               | 30,9             | 47,9             | 29,7             | 69,4             | 9,0              | 2,5              | 1,5              | 1,3              | 19,0             | Не участвовал  | Не участвовал  | Не участвовал  | Не участвовал  | Не участвовал  | Не участвовал  | Не участвовал  | Не участвовал  | Не участвовал  | Не участвовал  | Не участвовал  |
| 2017/18                                                                                  | Санта-Круз Уорриорз       | 16               | 9                | 29,8             | 53,2             | 37,2             | 52,5             | 7,3              | 4,3              | 1,1              | 1,3              | 19,4             | Не участвовал  | Не участвовал  | Не участвовал  | Не участвовал  | Не участвовал  | Не участвовал  | Не участвовал  | Не участвовал  | Не участвовал  | Не участвовал  | Не участвовал  |
| 2018/19                                                                                  | Эри Бэйхокс               | 25               | 15               | 30,5             | 53,1             | 38,9             | 62,7             | 9,3              | 5,8              | 1,4              | 0,7              | 23,6             | Не участвовал  | Не участвовал  | Не участвовал  | Не участвовал  | Не участвовал  | Не участвовал  | Не участвовал  | Не участвовал  | Не участвовал  | Не участвовал  | Не участвовал  |
| 2018/19                                                                                  | Рио-Гранде Вэллей Вайперс | 1                | 0                | 25,6             | 70,0             | 100,0            | 37,5             | 6,0              | 3,0              | 1,0              | 0,0              | 20,0             | Не участвовал  | Не участвовал  | Не участвовал  | Не участвовал  | Не участвовал  | Не участвовал  | Не участвовал  | Не участвовал  | Не участвовал  | Не участвовал  | Не участвовал  |
|                                                                                          | Всего                     | 66               | 39               | 30,4             | 51,4             | 35,4             | 61,6             | 8,7              | 4,2              | 1,4              | 1,1              | 20,9             | Не участвовал  | Не участвовал  | Не участвовал  | Не участвовал  | Не участвовал  | Не участвовал  | Не участвовал  | Не участвовал  | Не участвовал  | Не участвовал  | Не участвовал  |
| Наведите курсор мыши на аббревиатуры в заголовке таблицы, чтобы прочесть их расшифровку. |                           |                  |                  |                  |                  |                  |                  |                  |                  |                  |                  |                  |                |                |                |                |                |                |                |                |                |                |                |

### Статистика в колледже
| Сезон                                                                                   | Команда  | GP | GS | MPG  | FG%  | 3P%  | FT%  | RPG | APG | SPG | BPG | PPG  |  |
| --------------------------------------------------------------------------------------- | -------- | -- | -- | ---- | ---- | ---- | ---- | --- | --- | --- | --- | ---- |  |
| 2010/11                                                                                 | Кентукки | 38 | 35 | 31,5 | 44,2 | 32,9 | 64,6 | 8,8 | 1,6 | 1,1 | 1,9 | 15,7 |  |
| 2011/12                                                                                 | Кентукки | 38 | 34 | 29,3 | 50,0 | 32,7 | 62,7 | 7,2 | 1,3 | 1,3 | 1,8 | 12,3 |  |
|                                                                                         | Всего    | 76 | 69 | 30,4 | 46,7 | 32,8 | 63,8 | 8,0 | 1,5 | 1,2 | 1,8 | 14,0 |  |
| Наведите курсор мыши на аббревиатуры в заголовке таблицы, чтобы прочесть их расшифровку |          |    |    |      |      |      |      |     |     |     |     |      |  |